# Atylotus nagatomii
Atylotus nagatomii är en tvåvingeart som beskrevs av Hayakawa 1992. Atylotus nagatomii ingår i släktet Atylotus och familjen bromsar. Inga underarter finns listade i Catalogue of Life.